# نورتبورو (حوزه سرشماری)، ماساچوست
نورتبورو (به انگلیسی: Northborough) یک منطقهٔ مسکونی در ایالات متحده آمریکا است که در شهرستان ووستر، ماساچوست واقع شده‌است. نورتبورو ۸٫۶ کیلومتر مربع مساحت و ۶٬۱۶۷ نفر جمعیت دارد و ۹۲ متر بالاتر از سطح دریا واقع شده‌است.